# Багатур
 Тази статия е за Багатур.  За Прабългарска школа за оцеляване „Бага-Тур“ вижте Бага-Тур.  
Багатур* (βαγατουρ или βογοτορ) е висше звание на прабългарски воин. Според някои автори думата идва от тюркски (bagadur) и буквално означава юнак, храбрец. Според същия в руския език ще преминава като „богатырь“ – юнак. 
- Има и друго лингвистично тълкуване на името "багатур" или "богатырь",което го свързва със старобългарският език.

Състои се от два корена- Бог,Ат(ас) и суфикса "ар"(ур,ир,ыр,аш).
Ат(ас) се превежда на съвременен български, като отличник.
Днес под Ат се разбира отличен кон,а под ас-човек.
Съвременен аналог на багатур е богаташ,като "аш" е иранска заемка, преминала през Османо-турският език.